# Molboøsters
Molboøsters (Arctica islandica) er en art spiselig musling i familien molboøsters (Arcticidae). Arten er hjemmehørende i Nordatlanten, og den høstes kommercielt som fødekilde.
Den typiske molboøsters ligner quahog (Mercenaria mercenaria), men molboøsters har en rundere skal, dens periostracum er normalt sort, og på skallens inderside har kappelinjen ingen indbugtning. I modsætning til quahog, som lever i tidevandszonen og kan indsamles ved lavvande, lever denne art på bunden af kystzonen og fanges med muslingetrawl. De bliver over 50 mm store. Et individ er blevet aldersbestemt til være 507 år, hvilket gør den til den længstlevende ikke-koloniale dyr, hvis alder er nøjagtigt kendt.

## Beskrivelse
Molboøsters har meget tykke skaller som er næsten cirkelrunde og kan blive op til 12 cm i diameter. De er dog oftest mindre end det. Skallerne har et karakteristisk mønster med cirkler inden i hinanden. De unge muslinger er lysebrune. Store gamle muslinger er mørkebrune eller næsten sorte. Det sorte lag på skallerne (periostracum) kan være afflaget på opskyllede skaller, men der vil normalt være rester af det langs skallens kanter. Skallen er så hård, at det eneste rovdyr der kan åbne og spise molboøsters, er havkat som har meget stærke tænder.

## Udbredelse
Molboøsters lever i Nordatlanten. Den findes i de fleste danske havområder fra Nordsøen i vest til Bornholm i øst, men er ikke almindelig.

## Livscyklus og lang levetid
Molboøsters har en langsommere væksthastighed end andre arter af muslinger. Den bruger i gennemsnit 4 dage for fødslen på at udvikle sig fra embryo til larve. Desuden tager det i gennemsnit 5,8 år for molboøsters at nå kønsmodenhed. For individer i populationer i kolde områder er væksthastigheden sandsynligvis yderligere bremset, fordi væksten kun sker om sommeren. Denne langsomme livsstil resulterer i en exceptionel lang levetid med en højest rapporteret alder for en molboøsters kaldet Ming på 507 år. Dette gør den til den længstlevende ikke-koloniale dyreart med en bekræftet levetid. Det er uvist, hvor længe den kunne have levet, hvis den ikke var blevet indsamlet levende af en ekspedition i 2006.
Denne egenskab har vist sig nyttig i videnskaben om sklerokronologi, studiet af periodiske fysiske og kemiske træk i det hårde væv hos dyr, der vokser ved tilvækst, og er især værdifuldt til modellering af palæoklimater. I 1868 var et eksemplar, som blev indsamlet levende nær Island, 374 år gammelt. En undersøgelse af dens væksthastighed og iltisotopdata viste, at den havde en meget variabel vækstrate ved kulminationen den lille istid omkring 1550-1620 og kun en lille årlig variation i det milde klima nær dens afslutning omkring 1765-1780. Voldsomme vulkanudbrud som det på Tambora i 1815 var sammenfaldende med meget små vækstrater.
En undersøgelse viste, at hos dyr i alderen 4-192 år faldt antioxidantenzymerne hurtigt i de første 25 år, hvilket inkluderer vækst- og seksuel modenhed, men forblev efterfølgende stabile i over 150 år. Selvom der er behov for mere detaljerede undersøgelser, ser det ud til, at denne art er et tilfælde af ubetydelig aldring. I modsætning til de usædvanligt langlivede populationer i relativt dybe, kolde dele af dens udbredelsesområde, er mere sydlige populationer, der oplever større sæsonbestemte variationer i saltholdighed og temperatur, typisk langt mere kortlivede. For eksempel når molboøsters fra Kielerbugten i Østersøen typisk kun en alder på omkring 30 år og dem fra den Tyske Bugt i Nordsøen omkring 150 år.

## Fødeøkologi
Som andre muslingearter er molboøsters en filtrator. Fødeaktivitetet ser ud til at være reguleret af lysniveauet, som kan bruges som en indikator for tilgængeligheden af føder. Det betyder, at i den nordlige ende af udbredelsesområdey er fødeindtagelsen koncentreret i otte måneder af året, mens muslingerne i resten af året kun spiser nogle få dage om måneden.